# Geísa Arcanjo
Geisa Arcanjo (ur. 19 września 1991 w São Roque) – brazylijska lekkoatletka specjalizująca się w pchnięciu kulą oraz rzucie dyskiem.
Zdobywała medale imprez kontynentalnych, ma w dorobku liczne medale z mistrzostw Brazylii w kategorii juniorów. W 2010 roku sięgnęła po złoty medal mistrzostw świata juniorów w konkurencji pchnięcia kulą. Jest to pierwszy medal z najcenniejszego kruszcu wywalczony przez zawodniczkę z Brazylii podczas juniorskich mistrzostw globu począwszy od 1994 roku. W 2012 zajęła 7. lokatę w finałowym konkursie pchnięcia kulą podczas igrzysk olimpijskich w Londynie. Rok później sięgnęła po złoto mistrzostw Ameryki Południowej.
Rekordy życiowe: pchnięcie kulą – 19,02 (6 sierpnia 2012, Londyn); rzut dyskiem – 53,30 (1 maja 2010, São Paulo). Aktualna juniorska rekordzistka Brazylii w pchnięciu kulą (17,11 w 2010).